# Щепкин, Вячеслав Николаевич
Вячесла́в Никола́евич Ще́пкин (25 мая [6 июня] 1863 — 2 декабря 1920) — российский славист, лингвист, палеограф и историк древнерусского искусства; преподаватель, музейный работник, сын Николая Михайловича Щепкина, брат Евгения и Николая Щепкиных, внук актёра Михаила Щепкина.

## Биография
Вячеслав Николаевич Щепкин родился, согласно БСЭ, в Богородском уезде Московской губернии в местечке Никольское-Тимонино (ныне территория города Лосино-Петровский); по другим сведениям («Московские профессора XVIII — начала XX веков») — в Москве.
Учился в московском Петропавловском училище, с августа 1879 года — в 3-й московской гимназии, которую окончил с золотой медалью в 1881 году. Высшее образование получил на историко-филологическом факультете Московского университета (1885) — был учеником академика Ф. Ф. Фортунатова; его лекции продолжал посещать и после окончания университета. Будучи студентом, он активно включился в работу над болгарским словарем, который составлял А. Л. Дювернуа. За выпускное сочинение «О малорусском и сербском элементе в поэзии Богдана Залесского» получил степень кандидата и был оставлен для подготовки к профессорскому званию на кафедре славяноведения.
В феврале 1887 года был определён помощником хранителя Московского исторического музея.
В 1890 году Щепкин успешно сдал магистерские экзамены и был избран членом-корреспондентом Московского археологического общества (с 1898 года — действительный член).
В 1899 году за диссертацию «Рассуждение о языке Саввиной книги» (СПб., 1901) получил степень магистра славянской словесности. С конца июля 1900 года — приват-доцент Московского университета. В 1901 году работал в Ватиканской библиотеке.
С августа 1903 года — младший хранитель исторического музея.
В 1906 году в Московском университете защитил докторскую диссертацию «Болонская псалтырь» (СПб., 1906) и с мая 1907 года — экстраординарный профессор университета по кафедре славянской филологии, продолжая оставаться хранителем исторического музея. С июля 1912 года — ординарный профессор и одновременно — старший хранитель исторического музея, где продолжал работать до февраля 1917 года. Кроме университета В. Н. Щепкин преподавал на Высших женских курсах (с 1906 года — профессор).
В 1913 году В. Н. Щепкин избран членом-корреспондентом Петербургской академии наук по отделению русского языка и словесности.
Вячеслав Николаевич Щепкин скончался в Москве 2 декабря 1920 года; похоронен на Новодевичьем кладбище.
Его дочь Марфа (1894—1984) также избрала профессию слависта и палеографа, стала доктором исторических наук, с 1919 по 1981 год работала в Государственном историческом музее.

## Научные труды
Щепкину принадлежит ряд работ по славянскому языкознанию и литературе, по палеографии, русским древностям и иконописи, помещенных в «Трудах» Общества истории и древностей, Московского археологического общества, Русского отделения Императорской академии наук и «Archiv für Slavische Philologie». В 1903 году Вячеслав Николаевич Щепкин издал по поручению исторического музея, 11 вып. «Описания памятников музея» (Житие св. Нифонта лицевое XVI в., иконографический анализ и описание миниатюр и альбом снимков). Занимался исследованием новгородской школы живописи.
Сочинения
- Фигура пастыря-старца на иконе Рождества Христова. — М.: т-во тип. А. И. Мамонтова, 1897. — 8 с.
- Эпоха новооткрытой Троицкой фрески. — М.: т-во тип. А. И. Мамонтова, 1902. — 10 с.
- Саввина книга. — М., 1903.
- Учебник болгарского языка. — М.: т-во тип. А. И. Мамонтова, 1909. — 106 с.
- Старославянское чтение. — М., 1911.
- Графика у славян. — СПб., 1911.
- История южных славян. — СПб., 1911. — 332 с.
- Русская палеография. — СПб., 1913.
- Введение в славяноведение. — М., 1914.
- Учебник русской палеографии. — М., 1918.
- Русская палеография / [Вступ. статья чл.-кор. АН СССР Р. И. Аванесова]; АН СССР. Отд-ние литературы и яз. Комис. по истории филол. наук. — М.: Наука, 1967. — 224 с.